# Алассан Уаттара
Алассан Драмане Уаттара (1 січня 1942 , Дімбокроd, Лак ) — івуарійський політик, чинний президент і другий прем'єр-міністр Кот-д'Івуару.

## Життєпис
Народився на території сучасного Кот-д'Івуару. Закінчив Дрексельський університет та Університет Пенсильванії. Працював у Міжнародному валютному фонді (у 1984–1988 очолював Африканський департамент МВФ) і Центральному банку держав Західної Африки (в 1988–1990 очолював його).
1990 року президент Кот-д'Івуару Фелікс Уфуе-Буаньї призначив його керівником міжміністерського відомства щодо стабілізації та розвитку економіки. 7 листопада 1990 року був призначений на посаду прем'єр-міністра. 9 грудня 1993, за два дні після смерті Уфуе-Буаньї, Уаттара залишив посаду голови уряду. У 1994–1999 роках працював у МВФ на посаді заступника директора-розпорядника (Deputy Managing Director). Перед президентськими виборами 1995 року опозиційна партія «Об'єднання республіканців» мала намір виставити його як єдиного кандидата, проте Уаттара згодом відмовився від участі у виборах. 1 серпня 1999 року його обрали керівником «Об'єднання республіканців».
Уаттару не допустили до участі в президентських виборах 2000 року за рішенням Верховного суду через те, що його мати була родом з Буркіна-Фасо (згодом вона отримала івуарійське громадянство). За конституцією країни на посаду президента може претендувати тільки той кандидат, у якого обоє батьків івуарійці за народженням, а не за натуралізацією. Таким чином, усі люди, народжені в змішаних шлюбах, виключаються з можливої боротьби за президентську посаду. Така обставина посилила розкол суспільства, який вже намічався за етнічною ознакою. До того часу від третини до половини населення країни складали особи закордонного походження, в основному працювали раніше в сільському господарстві, які переїхали через погіршений стан економічної кон'юнктури та занепад.
У першому турі президентських виборів 2010 року Алассан Уаттара виборов близько 33 % голосів і пройшов у другий тур. За попередніми даними, він переміг у другому турі виборів, однак ті звістки призвели до заворушень і закриття кордонів країни. Після президентських виборів у Кот-д'Івуарі вибухнула гостра політична криза, що тривала до 11 квітня 2011 року, коли прихильники Уаттари встановили контроль над територією країни й Абіджаном, президент Лоран Гбагбо був заарештований, новим президентом став Уаттара. 21 травня в Ямусукро він офіційно вступив на посаду президента Кот-д'Івуару.
17 лютого 2011 обраний головою Економічного співтовариства країн Західної Африки.